# Коувола
Коувола (фин. Kouvola) је град у Финској, у јужном делу државе. Коувола је седиште и други по величини град округа Кименска Долина, где град са окружењем чини истоимену општину Коувола.

## Географија
Град Коувола се налази у јужном делу Финске. Од главног града државе, Хелсинкија, град је удаљен 135 км источно.
Рељеф: Коувола се сместила у југоисточном делу Скандинавије, у историјској области Финска нова земља. Подручје града је равничарско до брежуљкасто, а надморска висина се креће око 75 м.
Клима у Коуволи је оштра континентална, мада је за ово за финске услова блажа клима. Стога су зиме нешто блаже, а дуге, а лета свежа.
Воде: Коувола се развила на реци Кимијоки, једној од најзначајнијих у држави. Град се у целости налази на десној левој обали.

## Историја
Коувола је се као насеље почела развијати од 1875. године, као станица на новоизграђеној железничкој прузи Петроград-Хелсиннки. Насеље је добило градска права 1922. године.
Током Другог светског рата Коувола је била значајно разорена, а старо градско језгро је потпуно страдало. данашњи град је највећим делом изграђен током 1960-их и 1970-их година.

## Становништво
Према процени из 2012. године у Коуволи је живело 49.813 становника, док је број становника општине био 87.168.
| 1980.  | 1990.  | 2000.  | 2012.  |
| ------ | ------ | ------ | ------ |
| 30.038 | 52.575 | 51.587 | 49.813 |

Етнички и језички састав: Коувола је одувек била претежно насељена Финцима. Последњих деценија, са јачањем усељавања у Финску, становништво града је постало шароликије. По последњим подацима преовлађују Финци (97,2%), присутни су и у веома малом броју Швеђани (0,4%), док су остало усељеници. Од новијих усељеника посебно су бројни Руси.

## Галерија
- Поглед на индустријски део града, Кусанкоски
- Здање општине
- Главна протестантска црква у граду
- Православна Црква светог Крста